# Theta Pictoris
Theta Pictoris (θ Pictoris, förkortat Theta Pic, θ Pic) som är stjärnans Bayerbeteckning, är en multipelstjärna belägen i den mellersta delen av stjärnbilden Målaren. Den har en kombinerad skenbar magnitud på 6,27 och är svagt synlig för blotta ögat där ljusföroreningar ej förekommer. Baserat på parallaxmätning inom Hipparcosuppdraget på ca 6,4 mas, beräknas den befinna sig på ett avstånd på ca 510 ljusår (ca 157 parsek) från solen. 

## Egenskaper
Theta Pictoris A är en blå till vit stjärna i huvudserien av spektralklass A0 V. Den har en radie som är ca 3,5 gånger större än solens och utsänder från dess fotosfär ca 68 gånger mera energi än solen vid en effektiv temperatur på ca 8 800 K.
Multipelstjärnan Theta Pictoris består av totalt 4 stjärnor med huvudkomponenterna Theta Pictoris A och B. Theta Pictoris C (HD 35859) är en stjärna av spektralklass A2 V och magnitud ca 6,77, som kan särskiljas visuellt med ett litet teleskop från huvudsystemet Theta Pictoris AB. Den är separerad från AB med 38,3 bågsekunder. Theta Pictoris AB består i sin tur av en stjärna av magnitud 6,76 och spektralklass A0V och en stjärna av magnitud 7,40 separerad med 0,287 bågsekunder med en omloppsperiod på 123,2 år och en excentricitet på 0,692. En av dem är också en oupplöst spektroskopisk dubbelstjärna.